# بروكل هاروم (فريق روك)

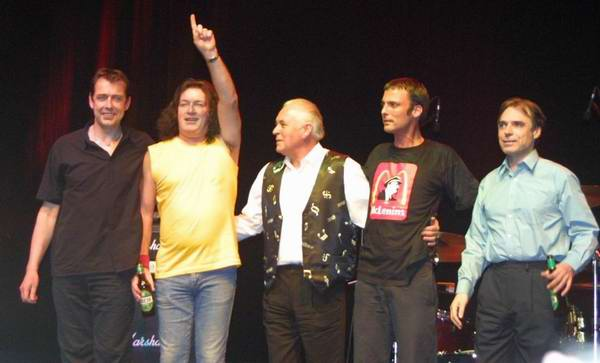
بروكل هاروم

بروكل هاروم (بالإنجليزية: Procol Harum) فريق روك إنجليزي تشكل عام 1967. أشهر تسجيل للفريق هو الأغنية المنفردة التي حققت نجاحًا كبيرًا عام 1967 «ظل أبيض شاحب A Whiter Shade of Pale» وهي واحدة من الأغاني المنفردة القليلة التي بيعت أكثر من 10 ملايين نسخة. على الرغم من أن موسيقى بروكل هاروم معروفة بتأثيرها الباروكي (موسيقى باروكية) والكلاسيكي، إلا أنها توصف بأنها موسيقى الروك السيكاديلك psychedelic rock، والبروتو بروغ (أقدم الأعمال الموسيقية المرتبطة بالموجة الأولى من الروك المتقدم)
سنوات النشاط 1967-1977، 1991 حتى الآن.

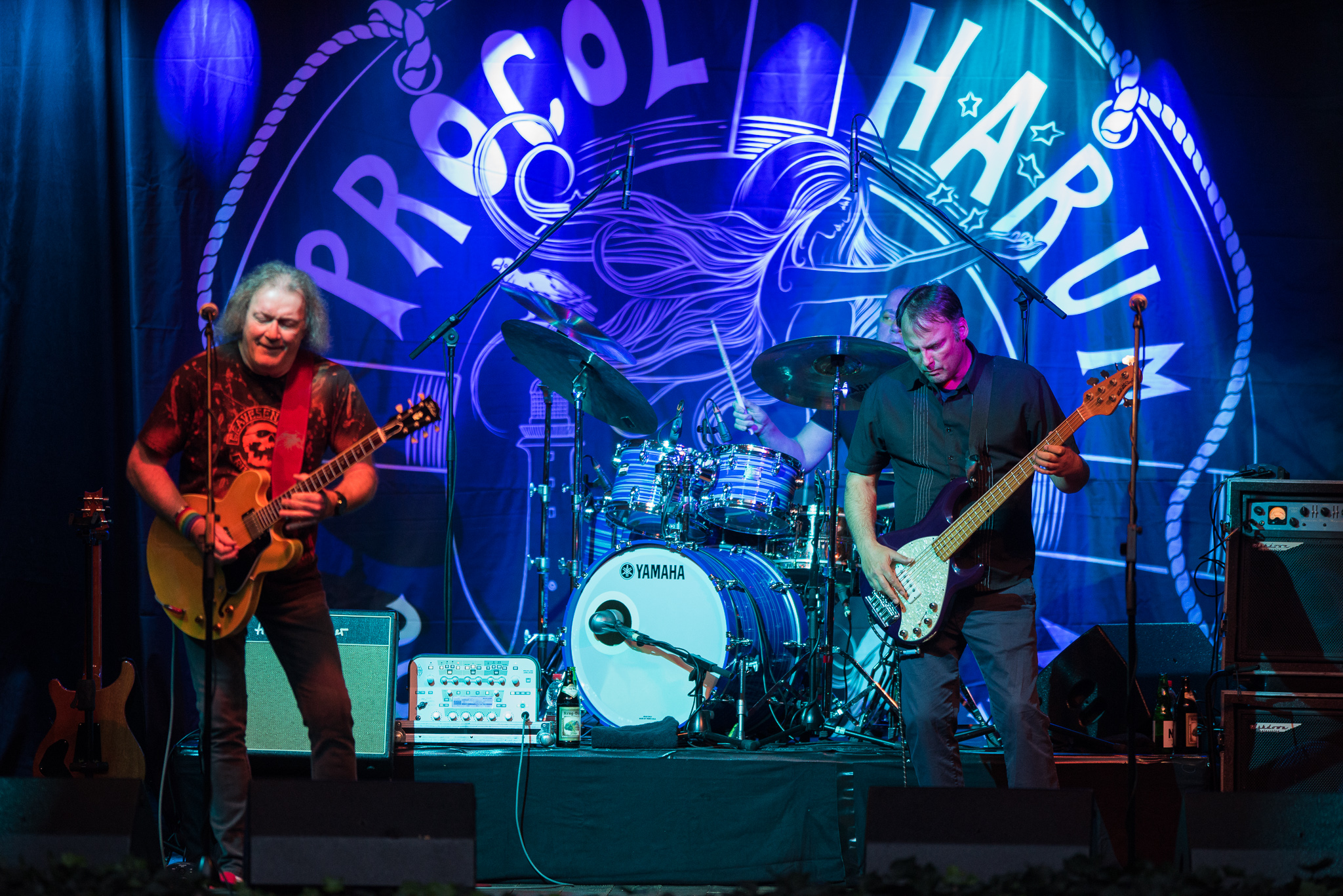
بروكل هاروم

## أعضاء الفريق
غاري بروكر: غناء رئيسي - بيانو (1967-1977، 1991 حتى الآن)
جيف وايتهورن: جيتار، غناء مساند (1991 إلى الوقت الحاضر)
جوش فيليبس: اورج – توليف () (1993، 2004 حتى الآن)
مات بيج: جيتار باس - غناء مساند (1993 إلى الوقت الحاضر)
جيف دان: طبول (2006 إلى الوقت الحاضر)

## ألبومات الفريق
بروكل هاروم (1968) Procol Harum 
تألق براق (1968) Shine on Brightly 
كلب مالح (1969) A Salty Dog 
البيت  (1970) Home 
حواجز مكسورة (1971) Broken Barricades 
فندق جراند (1973) Grand Hotel 
الطيور والفاكهة الغريبة (1974) Exotic Birds and Fruit 
بروكل هاروم التاسع (1975) Procol's Ninth 
شيء ساحر (1977) Something Magic 
الغريب الضال (1991) The Prodigal Stranger 
البئر على النار (2003) The Well's on Fire 
نوفم (2017) Novum 

## وصلات خارجية
https://www.youtube.com/watch?v=St6jyEFe5WM بروكل هاروم (فريق روك)
https://www.youtube.com/watch?v=VbF_G0XFTK4 بروكل هاروم (فريق روك)
https://web.archive.org/web/20151127071407/http://www.procolharum.com/ بروكل هاروم (فريق روك)